# Roy Bentley
Roy Thomas Frank Bentley (Bristol, 1924. május 17. – 2018. április 20.) angol válogatott labdarúgó, a Chelsea legendás játékosa. Ő volt az első a londoni csapatban, aki játszott az angol válogatottban a világbajnokságon. Összesen 367 mérkőzésen játszott a Kékeknél ott töltött 8 éve alatt, és 150 gólt szerzett, amivel a csapat góllövőlistáján a harmadik Bobby Tambling és Kerry Dixon után. Később edzősködött a Reading és a Swansea City csapatainál.
Nyolc alkalommal végzett a Chelsea házi góllövőlistáján az első helyen.

## Pályafutása

### Kezdetek
Bentley a második világháború alatt szolgált a királyi haditengerészetnél és egyidejűleg játszott a Bristol City-ben és a Bristol Rovers-ben is. 7 évet játszott a bristoli csapatokban, majd 1946-ban leigazolta a Newcastle United. 2 évet játszott ott, de fontos tagja volt a csapatnak, és a korszak leghatásosabb csatársorát alkotta Jackie Milburnnel, Len Shackletonnal és Charlie Waymannel. Az 1946–47-es szezonban csapata egész az FA-kupa elődöntőjéig jutott, de 4–0-ra elvesztették a mérkőzést a későbbi győztes Charlton Athletic ellen.

### Chelsea
Bentley 1948 januárjában írta alá szerződését a londoni Chelsea-vel 12,500 fontért. Tommy Lawton cseréjeként érkezett a csapathoz. Karrierje a Chelsea-ben lassan indult, mivel nehezen tudott alkalmazkodni az ismeretlen játékstílushoz. Első mérkőzésén csapata 4–2-re veszített hazai pályán a Huddersfield Town ellen, és csak három gólt szerzett az első négy hónap alatt.
Azután azonban Bentley szerencséje megváltozott. Az 1949–1950-es szezonban mindjárt 23 gólt lőtt és ő lett Chelsea legjobb góllövője, ezáltal behívták az angol válogatottba. Az FA-kupa ötödik körében 3–0-ra verték a Chesterfieldet, két gólt Bentley szerzett. A negyedik körben a Manchester United ellen szerzett 30 méterről gólt, a mérkőzést pedig a Chelsea nyerte 2–0-ra. A Chelsea végül bejutott az elődöntőbe, de az Arsenal ellen elvesztették a mérkőzést annak ellenére, hogy 2–0-ra is vezettek. Az élvonalban a 13. helyen végeztek a szezon végén. A másik elődöntős veresége 1952-ben volt ugyancsak az Arsenal ellen. Három éven belül Bentley elérte karrierje egyik csúcspontját: a Chelsea kapitánya lett és megnyerte a csapattal az első bajnoki címét az 1954–55-ös szezonban. Első kapitányként eltöltött idényében 21 bajnoki gólt lőtt.
Roy Bentley 150 góljával harmadik a mindenkori góllövőlistán a Chelsea-ben. Chelsea-s pályafutása alatt meghívást kapott a Kupagyőztesek Európa-kupájában játszó London XI-be.

### Fulham és QPR
1956-ban Bentley a Chelsea nyugat-londoni riválisával, a Fulhammel írt alá szerződést. 1958-ban csapatával bejutott az FA-kupa elődöntőjéig, de megint vesztettek. 1960-ban elhagyta a Fulhamet és a Queens Park Rangers-be igazolt. Ott két évet húzott le. 45 mérkőzésen játszott, de egy gólt sem szerzett. A QPR volt játékoskarrierjének utolsó állomása.

### A válogatottban
1949 és 1955 között szerepelt az angol válogatottban. Svédország ellen debütált. Játszott az 1950-es világbajnokságon. A selejtezőkben Skócia ellen győztes gólt szerzett, így Skócia nem indulhatott a világbajnokságon. 1954 novemberében mesterhármast jegyzett Wales ellen. Összesen 12 mérkőzésen játszott és 9 gólt lőtt.

## Pályafutása edzőként
Visszavonulása után Bentley kipróbálta magát edzőként is. Először a Reading menedzsere volt öt évig, majd a Swansea City-nél edzősködött, a csapattal feljutott a régi harmadosztályba. Itt három évet töltött, ezután visszatért a Readinghez.